# 金車 (台湾)

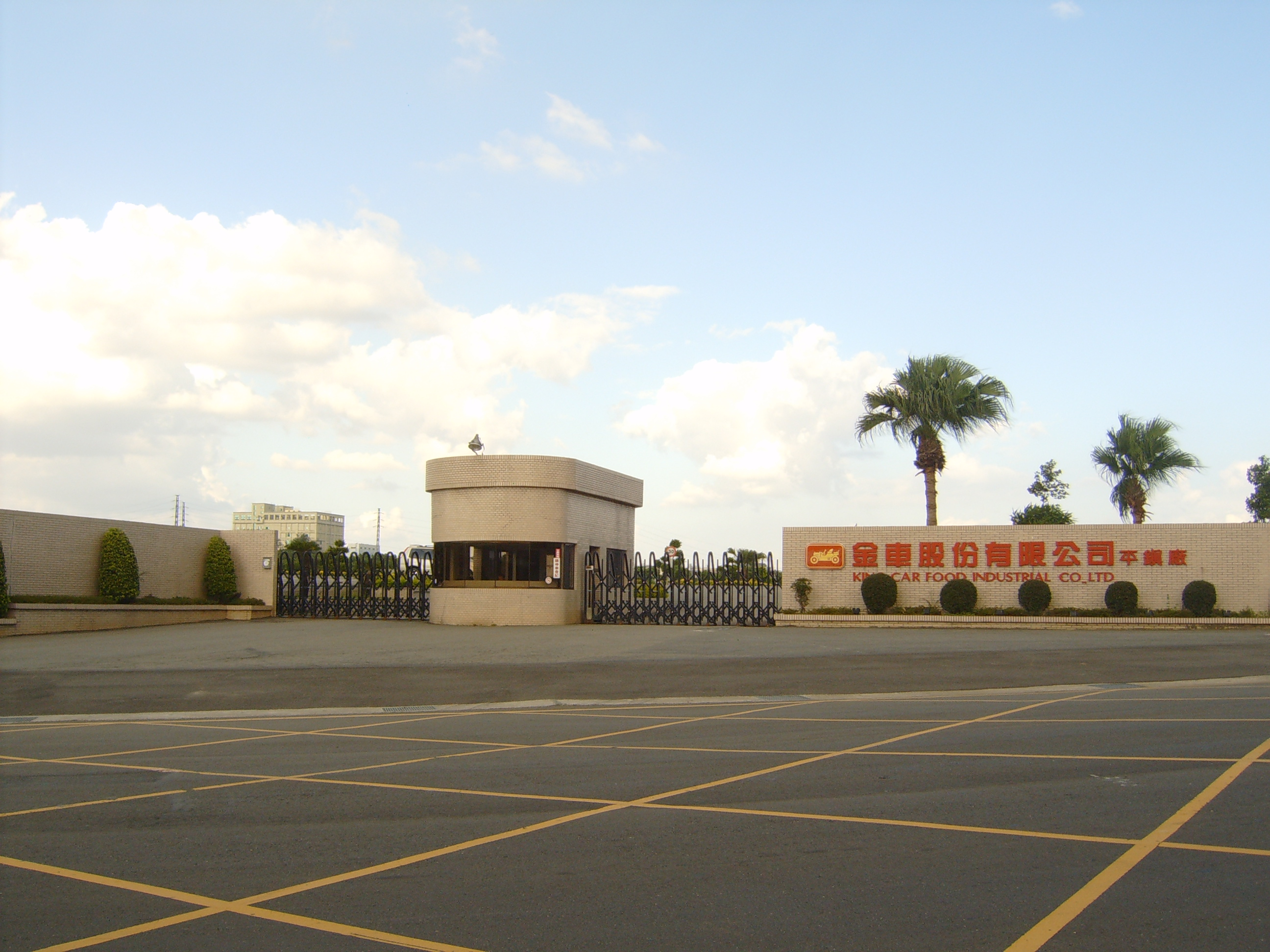
金車平鎮工場の入口の写真。

金車（日:きんしゃ 英:King Car）は、台湾台北市に本社を置く食品（飲料）製造業。

## 概要
台湾では老舗の飲料メーカー。
1982年、缶コーヒー事業を開始した後、お茶、乳酸菌飲料、ミネラルウオーター、ウィスキーなどと取り扱う商品を次々に増やしてきた。缶コーヒーは、「伯朗珈琲」ブランドが台湾内で6割のシェアを占めるまで成長した。

## ウィスキーの製造
本社が雪山山脈のふもとに位置し、良質の水が得られることからウイスキーの製造を構想。台湾は、平均気温が高いことから蒸留酒の製造・熟成が困難との認識があったが、温度と湿度管理を自動化することで事業化の目途が立ったという。スコットランドから輸入した蒸留釜、アメリカ合衆国やスペインなどから入手した貯蔵樽を用いて2005年にカバラン蒸留所を設立し、台湾初のウイスキー製造メーカーとなった。2008年12月からは、「KAVALAN（金車噶瑪蘭威士忌）」の製造を開始（名前は原住民族、カバラン族の名を由来とする）。蒸留を開始して間もないが（一般的な中級-高級酒は8年以上は寝かせる）、2009年のインターナショナル・ワイン・アンド・スピリッツ・コンペティション（IWSC）では銀賞を受賞し、品質の確実さを証明した。

## 外国企業との合弁
- 1996年、日本の大塚製薬と金車大塚股份有限公司を設立。ポカリスウェットの製造販売を手がけている。

## 参考・外部リンク
- 金車ホームページ
- 初の台湾産ウィスキーKAVALAN（旅々台北.com2009年3月23日）